# Cyrtonops rufipennis
Cyrtonops rufipennis là một loài bọ cánh cứng trong họ Cerambycidae.